# Giáo hoàng Ađrianô VI
Ađrianô VI (Latinh: Adrianus VI) là vị giáo hoàng thứ 218 của giáo hội công giáo. Theo niên giám tòa thánh năm 1806 thì ông đắc cử Giáo hoàng năm 1522 và ở ngôi Giáo hoàng trong 1 năm 8 tháng vài ngày.
Niên giám tòa thánh năm 2003 xác định ông đắc cử Giáo hoàng ngày 9 tháng 1 năm 1522, ngày khai mạc chức vụ mục tử đoàn chiên chúa là ngày 31 tháng 8 năm và ngày kết thúc triều đại của ông là ngày 14 tháng 9 năm 1523.

## Tiểu sử
Giáo hoàng Adrianus VI sinh ngày 2 tháng 3 năm 1459 tại Ultrecht, Hà Lan với tên là Ađriaan Floriszoon (còn gọi là Adrien d’Utrecht). Đây là vị Giáo hoàng duy nhất gốc Hà Lan (lúc đó thuộc đế quốc La Mã thần thánh của dân tộc Đức) và là vị Giáo hoàng cuối cùng không phải là người Italia trong suốt gần 5 thế kỷ sau đó. Ông cũng là vị Giáo hoàng cận đại duy nhất cùng với Marcellô II giữ lại tên rửa tội của mình. Việc ông không phải là người Italia đã được dân chúng Rôma chấp nhận một cách rất khó khăn.
Ông có gốc gác tầm thường và có vận may được đi học và nổi bật trong lòng giáo hội. Ông là một người có đời sống khắc khổ và đạo đức. Vừa lên ngôi, ông đã nhận thức và chủ trương tố cáo các tệ lạm trong Giáo hội, tố cáo đời sống gương xấu của hàng giáo sĩ, kêu gọi các hồng y, Giám mục tránh xa hoa, thôi kiêm nhiệm nhiều địa phận để hưởng bổng lộc.
Là cựu thẩm tra viên, ông cố chấp về tín lý nhưng đối với những phê bình của Luther ông cũng chính thức chấp nhận Giáo hội Rôma có tội lạm dụng và bào chữa cho những lời phê bình đó. Ông triệu tập Công Nghị Nuremberg tại đây phát ngôn viên của ông đã thừa nhận sự sai lầm của Giáo hội.
Ông hứa canh tân giáo hội và nhiệt tình dấn thân chống lại những kẻ đang quấy rối Giáo hội và đã cử hồng y Chieregati sang Nuremberg dự hội nghị về giáo thuyết của Luther nhưng không may, Giáo hoàng qua đời vào ngày 14 tháng 9 năm 1523.
Adrianus VI đã cố xúy Pháp, Tây Ban Nha chống lại quân Thổ Nhĩ Kỳ nhưng không mấy thành công.
Người ta cho rằng, ông qua đời vì bệnh sốt rét. Khi được tin ông mất, một bàn tay vô danh nào đó đã đặt một bó hoa trước cửa nhà y sĩ của ông. Các giấy tờ cá nhân của ông đã biết mất sau khi ông từ trần và người ta không biết chúng ra sao.